# Psalm 110
Psalm 110 is een psalm uit Psalmen in de Hebreeuwse Bijbel (in de Griekse Septuagint en de Latijnse Vulgaat Psalm 109) en een psalm van David. De psalm wordt ook wel de 'koningspsalm' genoemd of aangeduid als Dixit Dominus, "De Heer zegt", naar de eerste woorden van de psalm in het Latijn.

## Nieuwe Testament
De psalm wordt in Marcus 12:36 geciteerd: "Want David zelf heeft door den Heiligen Geest gezegd: De HEERE heeft gezegd tot mijn Heere: Zit aan Mijn rechterhand, totdat ik Uw vijanden zal gezet hebben tot een voetbank Uwer voeten." In het christendom wordt "mijn Heere" hier als Jezus, de messias, geïnterpreteerd. In die zin is de psalm wel geduid als profetie van de heerschappij van de messias, op de Dag des Oordeels. Op grond van deze psalm wordt Jezus in de Hebreeën 7:1-19 aangeduid als een priester uit de orde van Melchisedek, in de christelijke traditie de meest volmaakte vorm van (hoge)priesterschap.

## Muziek
Psalm 110 is door verschillende componisten op muziek gezet, met name : 
- Dixit Dominus, een compositie van Georg Friedrich Händel
- Dixit Dominus, een compositie van Antonio Vivaldi
- Dixit Dominus, drie getoonzette versies van Jan Dismas Zelenka (ZWV, 66, 67 en 68)
- Dixit Dominus, een deel van Mozarts Vesperae de Dominica

1 · 2 · 3 · 4 · 5 · 6 · 7 · 8 · 9 · 10 · 11 · 12 · 13 · 14 · 15 · 16 · 17 · 18 · 19 · 20 · 21 · 22 · 23 · 24 · 25 · 26 · 27 · 28 · 29 · 30 · 31 · 32 · 33 · 34 · 35 · 36 · 37 · 38 · 39 · 40 · 41 · 42 · 43 · 44 · 45 · 46 · 47 · 48 · 49 · 50 · 51 · 52 · 53 · 54 · 55 · 56 · 57 · 58 · 59 · 60 · 61 · 62 · 63 · 64 · 65 · 66 · 67 · 68 · 69 · 70 · 71 · 72 · 73 · 74 · 75 · 76 · 77 · 78 · 79 · 80 · 81 · 82 · 83 · 84 · 85 · 86 · 87 · 88 · 89 · 90 · 91 · 92 · 93 · 94 · 95 · 96 · 97 · 98 · 99 · 100 · 101 · 102 · 103 · 104 · 105 · 106 · 107 · 108 · 109 · 110 · 111 · 112 · 113 · 114 · 115 · 116 · 117 · 118 · 119 · 120 · 121 · 122 · 123 · 124 · 125 · 126 · 127 · 128 · 129 · 130 · 131 · 132 · 133 · 134 · 135 · 136 · 137 · 138 · 139 · 140 · 141 · 142 · 143 · 144 · 145 · 146 · 147 · 148 · 149 · 150 · 151